# Siarnaq
Siarnaq (/ˈsiːɑːrnɑːk/ SEE-ar-nahkSEE-ar-nahk), hay Saturn XXIX, là một vệ tinh tự nhiên dị hình của Sao Thổ chuyển động cùng chiều với Sao Thổ. Nó được phát hiện bởi Brett J. Gladman và các cộng sự vào năm 2000, và được đặt ký hiệu tạm thời là S/2000 S 3. Được đặt tên theo Siarnaq khổng lồ trong thần thoại Inuit, vệ tinh này là thành viên lớn nhất trong nhóm Inuit, nhóm bao gồm các vệ tinh dị hình.

Nhóm các vệ tinh dị hình chuyển động nghịch hành của Sao Thổ: Inuit (xanh lam) và Gallic (đỏ). Độ lệch tâm quỹ đạo được biểu thị bởi các đường màu vàng kéo dài từ cận điểm tới viễn điểm.

Vệ tinh Siarnaq được cho là có đường kính vào khoảng 40 kilomet. Nó quay quanh Sao Thổ với một khoảng cách trung bình 17.5 Gm trong 895 ngày. Chu kỳ tự quay của nó được tính bởi tàu vũ trụ Cassini là xấp xỉ 10 tiếng 9 phút; đây là chu kỳ tự quay ngắn nhất trong số tất cả các vệ tinh dị hình chuyển động nghịch hành của Sao Thổ.
Nó có màu đỏ nhạt, và quang phổ trong tia hồng ngoại của vệ tinh Siarnaq thì rất giống với các vệ tinh trong nhóm Inuit là vệ tinh Paaliaq và vệ tinh Kiviuq, điều này đã hỗ trợ cho giả thiết về một nguồn gốc chung của nhóm Inuit bắt nguồn từ một sự vỡ vụn của một thiên thạch lớn hơn
Siarnaq được phát hiện có cộng hưởng lâu dài với Sao Thổ, liên quan tới sự tiến động của cận điểm quỹ đạo của nó và của hành tinh.1 Nghiên cứu những cộng hưởng này là chìa khóa giúp hiểu được cơ chế bắt giữ các vệ tinh dị hình và, giả sử có một nguồn gốc chung cho nhóm động học trong một vụ vỡ vụn của một thiên thạch duy nhất, thì có thể giúp lý giải được sự phân tán hiện tại của các yếu tố quỹ đạo.
1kinh độ của củng điểm hoàng đạo của vệ tinh và hành tinh bị khóa.